# Dariusz Rudnicki
Dariusz Rudnicki (Dziernowio, 28 juni 1981) is een Pools voormalig wielrenner.
Rudnicki begon zijn professionele wielercarrière in 2001. Een jaar later won hij zijn eerste internationale wieleretappe en in 2003 werd hij bij de Beloften kampioen van Polen op de weg.

## Overwinningen
2002
- 5e etappe FBD Insurance Rás

2003
- Czestochowa chrono
- Pools kampioen op de weg, Beloften
- Eindklassement Ronde van Mazovië
- 5e etappe Inter. Course 4 Asy Fiata Autopoland

2004
- 1e etappe Koers van de Olympische Solidariteit
- 2e etappe Wyscig Dookola Mazowska

2005
- 2e etappe Baltyk-Karkonosze Tour
- etappe Idea Mazovia Tour